# SecuROM
SecuROM is een cd/dvd kopieerbeveiligingsproduct, meest gebruikt voor spellen die onder Microsoft Windows draaien. Deze kopieerbeveiliging is gemaakt door Sony DADC.
SecuROM is erop gericht duplicatie op zowel professionele als consumentenapparatuur voor duplicatie te kunnen weerstaan, en reverse engineering tegen te gaan. SecuRom is controversieel omdat bepaalde aspecten van de bescherming vergelijkbaar zijn met de functies van malware, en consumenten niet altijd worden ingelicht wanneer SecuROM bij een product zit dat ze kopen.